# Ciara
Ciara ([siˈɛrə]), pseudonimo di Ciara Princess Wilson (nata Ciara Princess Harris; Austin, 25 ottobre 1985), è una cantautrice, modella, attrice e imprenditrice statunitense.
Designata come una delle cantanti più affermate nel mondo del R&B, raggiunge una grande popolarità negli anni duemila, soprattutto negli Stati Uniti, esordendo per otto volte nella Top10 dei singoli statunitense. Ha anche ricevuto numerosi premi, tra cui un Grammy Award, tre BET Awards, tre MTV Video Music Awards e sette Soul Train Music Award, vendendo globalmente oltre 40 milioni di copie, tra album e singoli, al 2019.
Nel 2004, a soli diciannove anni, lancia il suo primo album, Goodies, con oltre cinque milioni di copie vendute, sostenuto dal singolo omonimo e dalla collaborazione con Missy Elliott, 1, 2 Step. Grazie al successo mediatico, la cantante ottiene diverse nomine nelle principali premiazioni musicali, tra cui come Best New Artist alla 47ª edizione dei Grammy Awards. Il secondo album, The Evolution, pubblicato nel 2005, viene sostenuto dai singoli di successo Get Up e Promise, esordendo alla prima posizione della Billboard 200 e nelle principali classifiche europee. Nello stesso periodo collabora con Missy Elliott nel brano Lose Control, ottenendo un Grammy Award e due MTV Video Music Awards.
Nel 2007 ha pubblicato il suo terzo album, Fantasy Ride, contenente il singolo Love Sex Magic, inciso insieme a Justin Timberlake, ottavo singolo nella Top10 della Billboard Hot 100, con oltre 1,4 milioni di copie vendute globalmente. Nonostante esordisca alla terza posizione della classifica statunitense, il progetto discografico ha riscosso un successo commerciale inferiore ai precedenti. Nel 2010 ha pubblicato il suo quarto album, Basic Instinct, ottenendo scarsi risultati di vendita, sebbene apprezzato dalla critica musicale. Nel 2013, a seguito del contratto discografico con la Epic Records, ha pubblicato l'album eponimo, Ciara, che debutta alla seconda posizione della Billboard 200. Nell'album sono presenti il singolo certificato multiplatino dalla RIAA, Body Party, e collaborazioni con Nicki Minaj e Future.
Nel 2015 ha inciso il sesto album, Jackie, che include i singoli I Bet e Dance like We're Making Love. Nel 2019 pubblica il settimo album in studio, Beauty Marks, esordendo alla posizione 87 della classifica statunitense, segnando il più basso debutto della sua carriera, nonostante il successo del singolo Level Up.
Parallelamente alla carriera musicale ha recitato in film e serie televisive, condotto premiazioni come i Billboard Music Awards e American Music Award, ed esordito come giudice in alcuni talent show statunitensi. Di rilievo la carriera da modella, grazie ai contratti con le agenzie IMG Models e Wilhelmina Models. Con il marito Russell Wilson è proprietaria della casa di produzione Why Not You Productions, con affiliazione con Amazon Prime Video, e della casa di moda The House of LR&C.

## Biografia

### Infanzia
Nacque ad Austin nel 1985, figlia unica di Carlton e Jackie Harris. Suo padre lavorava nell'Esercito degli Stati Uniti, e, fin da bambina si trasferisce continuamente da uno stato all'altro degli Stati Uniti, vivendo a New York, poi California, Nevada ed Arizona. Stabilitasi ad Atlanta durante la sua adolescenza, la ragazza ha sviluppato la sua passione per la musica. Desiderosa di raggiungere la notorietà, entrò a far parte di un gruppo chiamato Hearsay, con il quale inizia a scrivere canzoni e ad incidere delle demo. Dopo aver lasciato il gruppo, conobbe Jazze Pha, in seguito diventato il suo mentore, insieme al quale incise quattro demo tra cui 1, 2 Step, inserito successivamente nel suo album di debutto e pubblicato come singolo, ottenendo un buon successo. Nel 2003 si è diplomata al liceo di Riverdale, Georgia, e, nello stesso anno, firmò un contratto con l'etichetta discografica, LaFace Records di L.A. Reid La ragazza è stata subito portata in studio per lavorare al suo album di debutto insieme ad una squadra di autori e produttori di rilievo.

### 2004-2005: Il debutto conGoodies
Il primo album dell'artista, Goodies, venne pubblicato nel Nord America il 28 settembre 2004, entrando in 3ª posizione della classifica statunitense Billboard 200, vendendo più di 100 000 copie solo nella prima settimana ed altrettante nel resto del mondo, ottenendo un buon successo anche in altre nazioni. Tra i produttori con i quali ragazza ha collaborato per l'incisione dell'album spiccano, R. Kelly, Sean Garrett, Keri Hilson e Jazze Pha. Il primo singolo estratto dall'album è stato la title track, Goodies, in collaborazione con il rapper Petey Pablo; la canzone è diventata un successo, giungendo in vetta alla classifica statunitense Billboard Hot 100 restandovi per sette settimane di seguito. Ha inoltre raggiunto la vetta anche nel Regno Unito e ottenuto ottimi risultati nelle classifiche internazionali. Il brano, prodotto da Lil Jon, contiene un campionamento della base di Freek A Leek di Petey Pablo, di cui vuole essere una risposta femminista.
Il secondo singolo tratto dall'album è stato 1, 2 Step, dal ritmo più funk e rétro. Prodotto da Jazze Pha e con un cameo di Missy Elliott, questo pezzo ha ottenuto una notevole notorietà, scalando le classifiche internazionali e raggiungendo posizioni notevoli, in particolar modo in Australia, Nuova Zelanda e Stati Uniti. Successivamente è stato pubblicato il brano Oh, prodotto da Dre & Vidal e con un'apparizione di Ludacris, anch'esso di buon successo commerciale, mentre come quarto singolo è stata pubblicata la ballata And I, che tuttavia non ha bissato i risultati dei precedenti.
L'album è diventato tre volte disco di platino grazie al successo dei singoli e della popolarità conquistata dalla cantante, e ha ricevuto diverse nomination, dai Grammy agli MTV Video Music Awards. In quel periodo, Ciara ha partecipato ad un tour insieme al collega Chris Brown, con una comparsa nel tour di Gwen Stefani. Nello stesso periodo, grazie al forte successo dell'album, è stato pubblicato un CD/video che conteneva il remix dei suoi successi del 2004 Goodies e 1, 2 Step. Secondo i dati stilati, l'album è stato uno dei più venduti dell'anno, certificandosi tre volte disco di platino in Stati Uniti, una volta in Canada, e, nel Regno Unito certificato disco d'oro.
In seguito al successo delle sue produzioni, ha ricevuto parecchie proposte di collaborazione da alcuni artisti: ad esempio, tra il 2005 e il 2006 compare in Lose Control di Missy Elliott, Like You di Bow Wow e So What dei Field Mob: tutte queste tracce sono entrate tra le prime dieci posizioni della classifica statunitense, e le prime due hanno addirittura raggiunto la terza posizione.

### 2006-2007:The Evolution

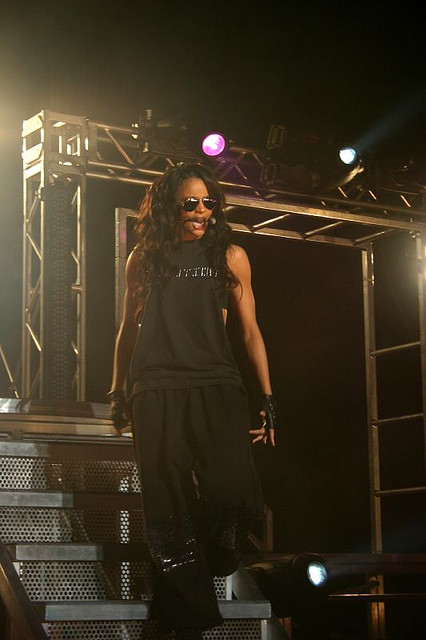
Ciara in una performance al House of Blues a San Diego, California, 2006.

Nel 2006, l'artista ha ottenuto parecchi premi grazie alla collaborazione con Missy Elliott in Lose Control: il brano ha vinto un Grammy Award come, "Best Short Form Music Video" e due VMA come "Best Hip hop Video" e "Best Dance Video".
Nell'estate dello stesso anno ha inciso, in collaborazione con Chamillionaire, un brano per la colonna sonora del film Step Up, un pezzo intitolato Get Up, prodotto da Jazze Pha, di discreto successo commerciale. Nel frattempo ha lavorato all'incisione del secondo album, pubblicato il 5 dicembre 2006 con il titolo Ciara: The Evolution. Quest'album ha segnato un'evoluzione del sound e nella danza della cantante, contribuendo alla sua crescita: ha collaborato a molti pezzi del disco sia come autrice dei testi che come produttrice, pur mantenendo le collaborazioni con i produttori del suo precedente disco come Jazze Pha, Lil John, Pharrell, Will.i.am e Rodney Jerkins. La cantante ha affermato che le maggiori influenze musicali dell'album ricadono su Prince, Madonna e Michael Jackson. L'album è entrata direttamente alla vetta della classifica statunitense, vendendo più di 300 000 copie solo nella prima settimana. Il disco, contenente anche il brano Get Up uscito precedentemente come singolo, è stato inoltre promosso dal brano Promise, prodotto da Polow Da Don e scelto per il mercato statunitense, ricevendo critiche positive e segnando uno stacco con le precedenti produzioni dell'artista: è un brano mid-time più lento e soffuso, dove l'artista ha avuto la possibilità di dimostrare abilità vocali maggiori rispetto ai brani precedenti. Su scala internazionale è stato pubblicato il brano Like a Boy, di buon successo commerciale. L'ultimo singolo scelto dell'album è stato Can't Leave 'Em Alone, duetto con 50 Cent, che, pur ottenendo buone critiche, non è riuscito ad ottenere gli stessi brillanti risultati commerciali degli altri, entrando nelle classifiche per pochi paesi, ma raggiungendo comunque la 4ª posizione in Nuova Zelanda. Nel 2006 è anche partito il suo primo tour, conclusosi nel 2007, e, nello stesso anno insieme ai colleghi Akon e Chris Brown, è stata di sostegno a Rihanna nel suo Good Girl Gone Bad tour, effettuando nello stesso anno anche varie collaborazioni. Il 2007 è stato anche l'anno del debutto cinematografico nel film All You've Got, nel ruolo di un'adolescente; ha inoltre debuttato anche nella moda, diventando il volto della linea d'abbigliamento, Jay-Z Rocawear, e poco dopo è stata portavoce per una campagna femminile.

### 2008-2011:Fantasy RideeBasic Instic

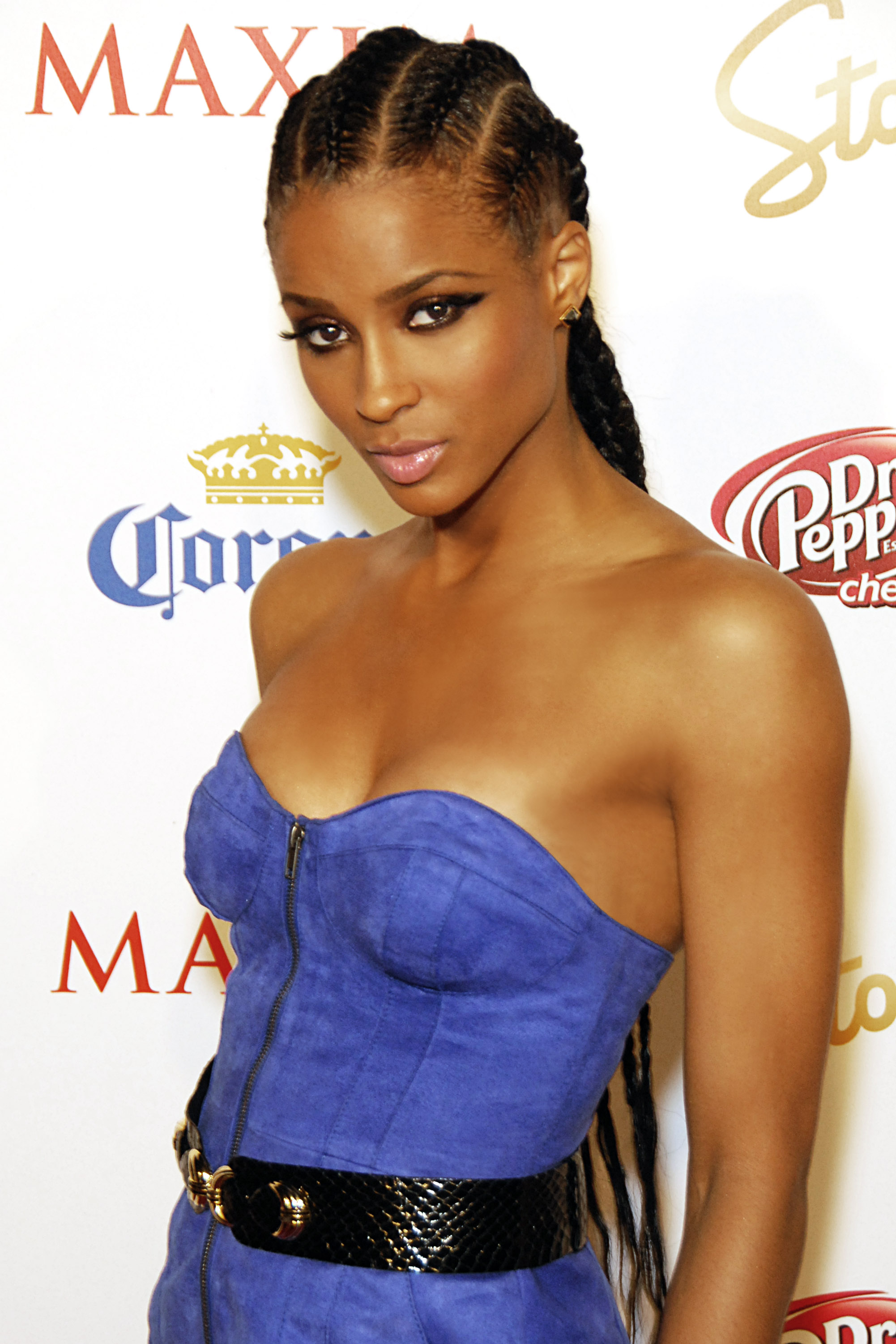
Ciara durante un ricevimento della rivista Maxim Magazine

Nel gennaio 2008 la rivista Billboard nomina la cantante come Woman of the Year, visto i successi ottenuti negli anni precedenti, rivelando in un'intervista per la rivista di essere in studio di registrazione per l'incisione del suo terzo album dal titolo Fantasy Ride. L'uscita del disco era inizialmente prevista per il settembre 2008, per essere pubblicato solamente il 3 maggio 2009, rendendo l'artista la quarta donna ad esordire tre volte nella Top10 statunitense nella decade 2000-2009. La posticipazione del disco avvenne per via degli scarsi risultati nella classifiche e nelle vendite dei singoli Go Girl rilasciato nel settembre 2008, al quale ha partecipato T-Pain, e Never Ever, pubblicato nel gennaio 2009, con la partecipazione vocale di Young Jeezy. L'unico singolo che riscuote successo commerciale è stata il duetto con Justin Timberlake Love Sex Magic, che diviene l'ottavo singolo nella cantautrice nella Top10 della Billboard Hot 100, oltre a esordire nelle prime dieci posizioni delle classifiche di Regno Unito, Australia, Francia e Germania, vendendo oltre 1,5 milioni di copie. La collaborazione le avvale una nomina ai Grammy Award come Best Pop Collaboration With Vocals e agli MTV Video Music Awards come Best Choreography.
Dopo terzo singolo estratto, Work, in collaborazione con Missy Elliott, entrato solo nelle classifiche di Irlanda, Regno Unito e Svezia e senza raggiungere alte posizioni, Ciara è stata di supporto per il The Circus: Starring Britney Spears di Britney Spears e ha partecipato al tour collaborativo del rapper Jay-Z, chiamato per l'appunto Jay-Z & Ciara live tour. Nel corso del 2009 collabora con Enrique Iglesias nel brano Takin' Back My Love, divenuto una hit mondiale, entrando nelle Top10 di oltre quindici classifiche internazionali, e in Stepped on My J'z del rapper Nelly.
Nel settembre 2009 ha iniziato a lavorare alla registrazione del quarto album, dalle sonorità differenti dal precedente, con la collaborazione dei produttori Tricky Stewart, The Dream, Darkchild e Bangladesh. Il 27 aprile 2010 è stato pubblicato il primo singolo, Ride, nel quale la cantante duetta con il rapper Ludacris, ottenendo bassi riscontri nelle classifiche, nonostante venda oltre un milione di copie negli Stati Uniti ed esordisca alla terza posizione della US Hot R&B/Hip-Hop Songs. Il progetto musicale, intitolato Basic Instinct, è stato pubblicato il 13 dicembre 2010, preceduto dal singolo Speechless. L'album debutta alla posizione 44 della Billboard 200 e undicesima della US Top R&B/Hip-Hop Albums, segnando il secondo debutto più basso della cantante nella classifica.
Nel febbraio del 2011 in una dichiarazione ufficiale sulla sua pagina Facebook Ciara si è lamentata dell'inadeguata promozione e del mancato finanziamento da parte dell'etichetta. Nel maggio dello stesso anno, è stata rimossa dalla Jive Records, firmando successivamente un contratto per la casa discografica Epic Records.

### 2012-2015:Ciara,Jackiee attrice

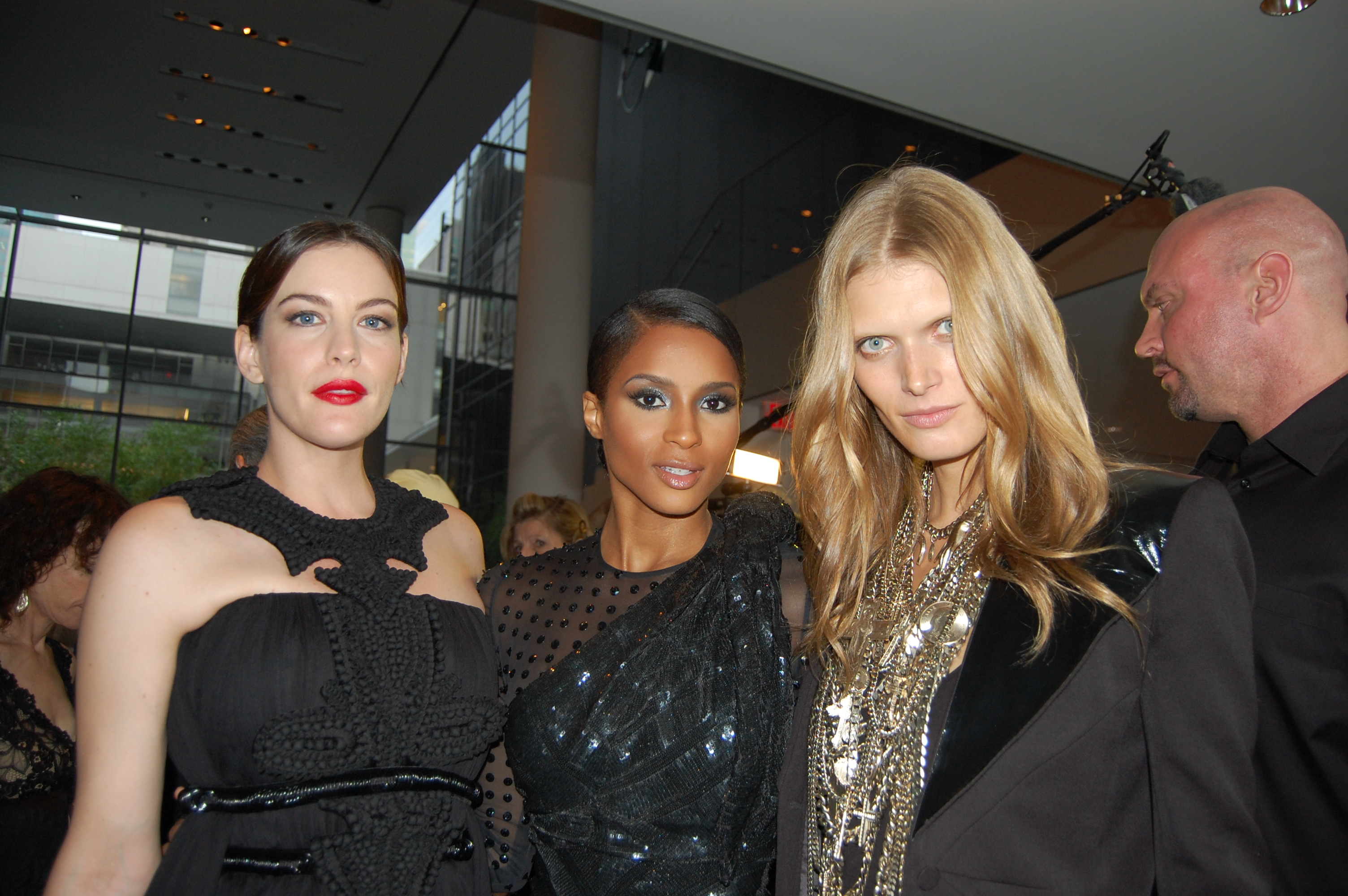
Ciara con l'attrice Liv Tyler e la modella Małgorzata Bela.

Nel 2012, durante una conferenza stampa con MTV, l'artista ha annunciato che il nuovo disco si sarebbe intitolato One Woman Army, e che il primo singolo, Sweat, sarebbe stato distribuito presto. Tuttavia l'uscita del brano è saltata per ragioni sconosciute. Il 13 agosto 2012 Ciara ha dichiarato che il titolo ufficiale del singolo si sarebbe intitolato Sorry. Reso disponibile per il download digitale il 25 settembre 2012, raggiungendo la 6ª posizione della US Hot Dance/Club Songs. Il secondo singolo, Got Me Good, è stato distribuito il 6 novembre 2012.
Il 15 aprile 2013, giorno della rivelazione della tracklist, è stato annunciato anche il titolo dell'album,  Ciara. Dato lo scarso riscontro nelle classifiche, l'etichetta decise di non includere nel disco i precedenti singoli e di schierare un nuovo brano intitolato Body Party. Il brano raggiunse la 22ª posizione nella Billboard Hot 100 e la 1º nella US Dance Club Songs. Il video riceve inoltre una nomination agli MTV Video Music Awards del 2013 come Best Choreography vincendo il Soul Train Music Award come Best Dance Performance.
L'album è stato distribuito il 9 luglio 2013, debuttando in seconda posizione della Billboard 200 e della US R&B/Hip-Hop Albums, con 59 000 copie vendute, arrivate a oltre le 210 000 nel 2015. Raggiunse inoltre la 7ª posizione della UK R&B Albums  ed entra nelle classifiche generali di Australia, Canada e Svizzera. All'album collaborano Nicki Minaj, Future e B.o.B.  La collaborazione con Nicki Minaj, intitolata I'm Out, raggiunge la prima posizione della UK R&B, tredicesima nella US Hot R&B/Hip-Hop Songs e alla 44ª posizione della Billboard Hot 100. Entra inoltre nelle classifiche di Belgio, Australia e Canada.
Nel 2012, oltre alla musica, Ciara ha anche recitato in due film: in  Mama, I Want to Sing! ed è apparsa nel film commedia, That's My Boy. Ciara ha fatto un'apparizione per la sesta stagione dell'ente televisivo BET, The Game, continuando poi ad essere un membro ricorrente del cast per tutta la stagione.
Nel dicembre 2013 ha confermato di essere in procinto di registrare un nuovo album. A fine gennaio 2014, ha esibito dal vivo una nuova canzone chiamata Anytime. I Bet è stato distribuito il 26 gennaio 2015 come singolo di lancio ottenendo la certificazione di platino negli Stati Uniti con un milione di copie vendute. L'album, intitolato, Jackie, venne distribuito il 1º maggio 2015. Raggiunse la 17ª posizione della Billboard 200, con 25 000 copie equivalenti vendute, la seconda della classifica US Top R&B/Hip-Hop Albums, mentre raggiunge la Top10 della classifica UK R&B Albums. Il 6 maggio 2015 partecipa negli Stati Uniti al Jackie Tour. Nello stesso anno incide una cover del brano dei Rolling Stones Paint It Black. La canzone è la colonna sonora dal filmThe Last Witch Hunter - L'ultimo cacciatore di streghe.

### 2016-presente:Beauty Markse progetti televisivi

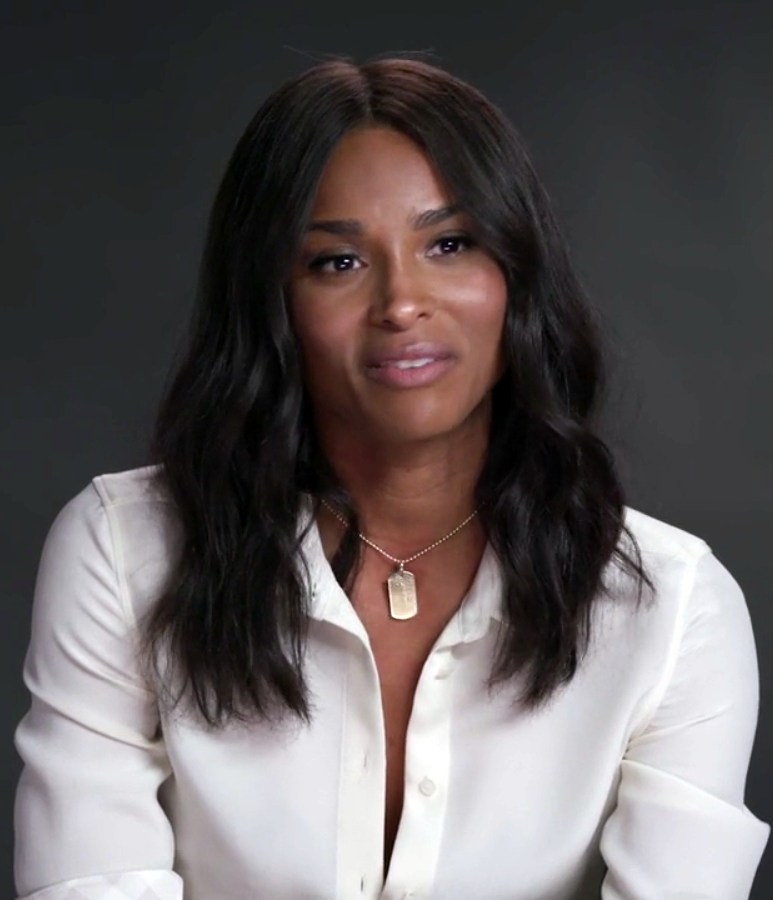
Ciara nel 2019

Dopo la partecipazione al talent show statunitense I Can Do That, nel 2016 conduce l'edizione dei Billboard Music Award. Pochi mesi più tardi annuncia,  durante il red-carpet degli American Music Award del 2016, di essere in gravidanza.
Il 27 gennaio 2017, Ciara ha firmato un accordo con la Warner Bros. Records, in previsione di un nuovo album che rappresenterà una nuova direzione artistica e musicale della cantante. Il 17 luglio 2018, ha pubblicato il primo estratto dall'album Level Up, accompagnato da un video musicale. Il brano raggiunge l'11ª posizione della classifica statunitense Hot R&B/Hip-Hop Songs e la 59º in quella generale. Viene inoltre pubblicato un remix con la partecipazione di Missy Elliott. Il brano vince, ai Soul Train Music Award del 2018, nella categoria Best Dance Performance . Tra ottobre e settembre del 2018 apre i concerti del tour 24K Magic World Tour di Bruno Mars.
Il settimo album intitolato Beauty Marks viene pubblicato il 10 maggio del 2019 e vede le collaborazioni di Kelly Rowland, Macklemore e Tekno. Il progetto musicale diviene il debutto più basso della cantante nella Billboard 200, esordendo alla posizione 8, e della US Top R&B/Hip-Hop Albums, alla posizione 48. Nell'album sono inclusi i singoli Level Up, Dope, Thinkin About You e Greatest Love.
Successivamente, la cantautrice collabora con le colleghe Ester Dean, City Girls, Lupita Nyong e La La nel brano Melani e con la cantante ispanica Iza e il gruppo Major Lazer nel brano Evapora. Il 13 agosto 2020, Ciara pubblica il singolo Rooted in collaborazione con Ester Dean.
Nel 2019 Ciara viene scelta come giudice della prima stagione del talent show America's Most Musical Family e conduce la cerimonia degli American Music Awards 2019. Tra il 2020 e il 2021 Ciara ha intrapreso diversi progetti imprenditoriali con il marito Russell Wilson fondando la casa di moda The House of LR&C e la casa di produzione Why Not You Productions con Amazon Studios.
Nel giugno 2022 Ciara firma un contratto discografico con la Republic Records tramite la propria casa discografica, la Beauty Marks Entertainment. L'8 luglio 2022 pubblica il singolo Jump in collaborazione con Coast Contra.

## Vita privata

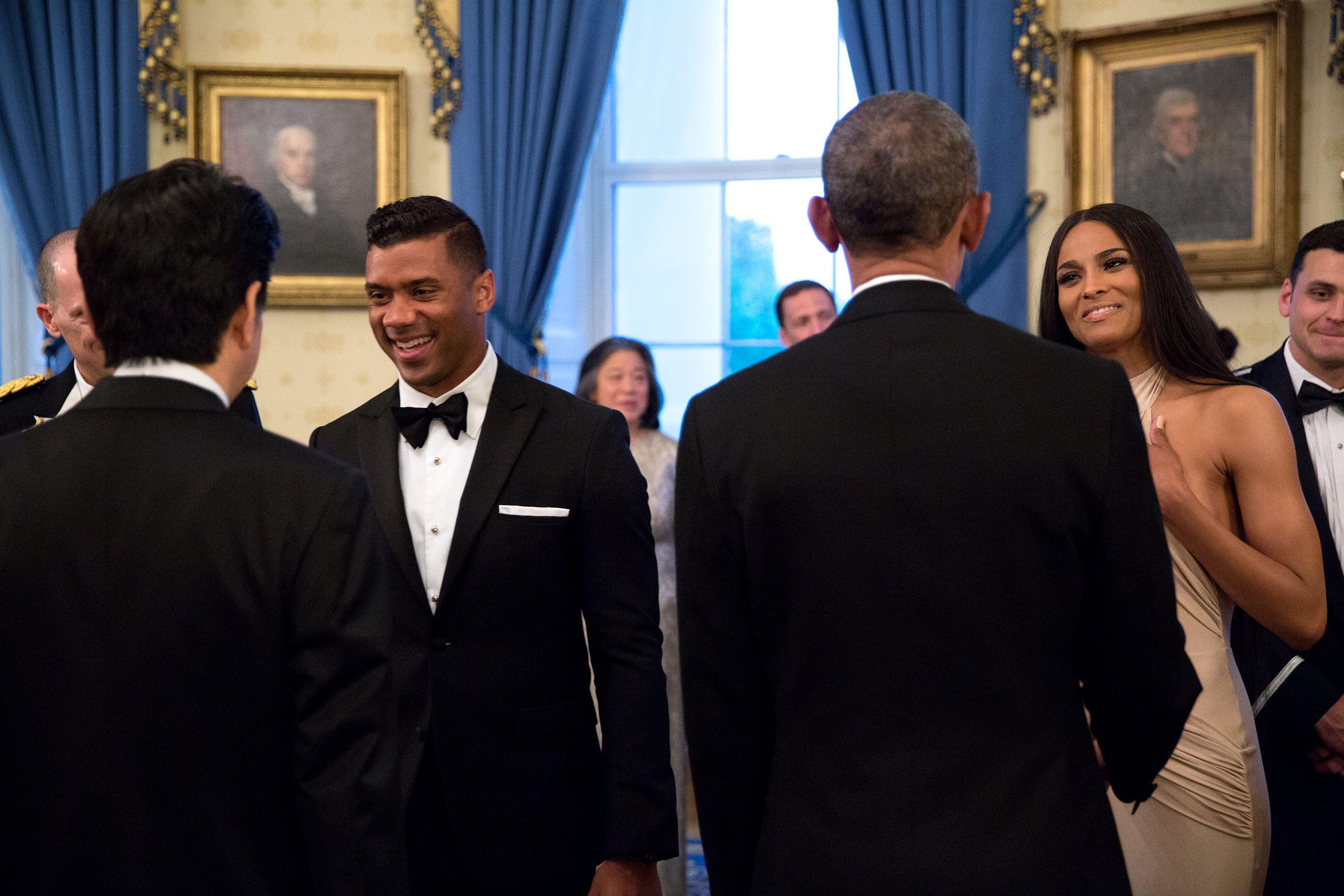
Ciara in compagnia di Wilson alla Casa Bianca davanti al Presidente Barack Obama nel 2015

Ciara ha frequentato i rapper Bow Wow e 50 Cent, tra il 2013 e il 2014 Ciara frequenta il rapper Future, dal quale ha avuto un figlio, Future Zahir Wilburn, il 19 maggio 2014.
In seguito ha una relazione col quarterback dei Denver Broncos, Russell Wilson, che ha poi sposato il 6 luglio 2016. Ciara, il 28 aprile 2017, ha avuto una bambina con Russell, chiamata Sienna Princess. Nel 2020, la coppia ha avuto un secondo figlio, Win Russell. Nel dicembre 2023 ebbero un'altra figlia, Amora Princess.

## Altre attività

### Modella e testimonial
Ciara affianca alla carriera musicale quella come modella, iniziando nel 2007 con la campagna I Will Not Lose per la nuova linea di vestiti della Rocawear di proprietà del rapper e imprenditore Jay-Z.
Dal 2009 firma un contratto con la Wilhelmina Models, agenzia che le fa ottenere numerose copertine sulla rivista Vogue, sia negli Stati Uniti che nelle filiali europee. Nello stesso anno viene scelta come sponsor dalla compagna di telefonia LG Electronics, in cui viene utilizzato il singolo Work come colonna sonora della pubblicità, e per la campagna della nuova collezione di Adidas. Nel corso degli anni 2010 ha posato inoltre per le riviste L'Officiel,
Nel 2016 scinde il contratto con la Wihelmina Models e inizia a collaborare con la IMG Models. Nello stesso anno diventa il nuovo volto del marchio di cosmetici Revlon e modella principale dalla collezione autunno/inverno di Roberto Cavalli. Nel 2019 viene scelta come testimonial dalla gioielleria Pandora per la campagna Shine collection.

### Imprenditoria
Nel giugno 2019 Ciara ha frequentato la Harvard Business School, completando il programma intensivo di 4 giorni in Business of Entertainment, Media and Sports. Nell'agosto 2019, lei e suo marito Russell Wilson sono entrati a far parte del gruppo di proprietari del Seattle Sounders Football Club nella Major League Soccer.
Nel 2020, assieme al marito e l'imprenditrice e mentore Christine Day, fonda la casa di moda The House of LR&C, che unisce le collezioni Good Man Brand, LITA by Ciara e Human Nation. Nel 2021 Ciara rilascia la collezione di zaini e borse in plastica riciclata Dare To Roam.
Ciara, assieme al marito, è proprietaria della casa di produzione di intrattenimento televisivo, pubblicitario e cinematografico Why Not You Productions, affiliata dal 2021 con Amazon Prime Video.

## Discografia

### Album in studio
- 2004 - Goodies
- 2006 - Ciara: The Evolution
- 2009 - Fantasy Ride
- 2010 - Basic Instinct
- 2013 - Ciara
- 2015 - Jackie
- 2019 - Beauty Marks

### Tour
- 2006 - The Evolution Tour
- 2007 - Screamfest 2007 (con T.I.)
- 2009 - Jay-Z & Ciara Live Tour (con Jay-Z)
- 2010 - Summerbeatz tour (con Flo Rida, Jay Sean, Akon, Ja Rule e Travie McCoy, con Ciara)
- 2015 - Jackie Tour

## Filmografia

### Film
- All You've Got - Unite per la vittoria (All You've Got), regia di Neema Barnette (2006)
- Mama, I Want To Sing! (2011)
- Indovina perché ti odio (That's My Boy), regia di Sean Anders (2012)
- Il colore viola, regia di Blitz Bazawule (2023)

### Televisione
- Idols South Africa, Talent Show (2012) - giudice
- The Game, Serie Televisiva (2013) - ruolo ricorrente
- I Can Do That, Talent Show (2015) - concorrente
- Billboard Music Awards, cerimonia di premiazione (2016) - conduttrice
- America's Most Musical Family, Talent Show (2019) - giudice
- American Music Award, cerimonia di premiazione (2019) - conduttrice

## Doppiatrici italiane
- Rossella Acerbo in Indovina perché ti odio
- Laura Romano in Il colore viola

## Riconoscimenti
- BET Awards[95][96]
  - 2005 – Candidatura al miglior artista esordiente
  - 2005 – Candidatura alla migliore artista R&B
  - 2005 – Miglior collaborazione per 1, 2 Step (Ciara con Missy Elliott)
  - 2006 – Candidatura alla migliore collaborazione per Like You (Ciara con Bow Wow)
  - 2006 – Candidatura al migliore video per Lose Control (Ciara con Missy Elliott)
  - 2007 – Candidatura alla migliore artista R&B
  - 2007 – Candidatura al migliore video per Like a Boy
  - 2013 – Miglior sorriso
  - 2015 – Candidatura alla migliore artista R&B
  - 2019 – Candidatura per il BET HER Award per Level Up
- Grammy Awards[6]
  - 2006 – Candidatura al miglior artista esordiente
  - 2006 – Candidatura alla miglior collaborazione rap per 1, 2 Step (Ciara con Missy Elliott)
  - 2006 – Candidatura alla miglior canzone rap per Lose Control (Ciara con Missy Elliott)
  - 2006 – Miglior videoclip per Lose Control (Ciara con Missy Elliott)
  - 2010 – Candidatura alla miglior collaborazione pop per Love Sex Magic (Ciara con Justin Timberlake)
- MTV Video Music Awards[97]
  - 2005 – Candidatura al miglior artista esordiente
  - 2005 – Candidatura alla migliore video R&B per Oh
  - 2005 – Candidatura al miglior video dance per 1, 2 Step (Ciara con Missy Elliott)
  - 2005 – Miglior video dance per Lose Control (Ciara con Missy Elliott)
  - 2005 – Candidatura al miglior video hip-hop per Lose Control (Ciara con Missy Elliott)
  - 2005 – Candidatura al miglior video esordiente per Lose Control (Ciara con Missy Elliott)
  - 2007 – Candidatura alla miglior coreografia per Like a Boy
  - 2009 – Candidatura alla miglior coreografia per Love Sex Magic (Ciara con Justin Timberlake)
  - 2013 – Candidatura alla miglio coreografia per Body Party
- NAACP Image Awards
  - 2024 – Miglior duo, gruppo o collaborazione (tradizionale) per How We Roll (con Chris Brown)[98]
  - 2024 – Candidatura al miglior video musicale per How We Roll (con Chris Brown)
  - 2024 – Miglior cast cinematografico per Il colore viola
- Screen Actors Guild Award
  - 2024 – Candidatura al miglior cast cinematografico per Il colore viola
- Soul Train Music Award[99][100][101]
  - 2005 – Entertainer dell'anno
  - 2005 – Miglior artista emergente R&B/soul
  - 2005 – Candidatura all'album dell'anno per Goodies
  - 2005 – Candidatura al miglior singolo R&B/soul di un'artista donna per Goodies
  - 2005 – Candidatura al miglior singolo R&B/soul o dance per Goodies
  - 2006 – Miglior singolo R&B/soul o dance per Lose Control (Ciara con Missy Elliott)
  - 2006 – Candidatura al miglior video R&B/soul o rap per Lose Control (Ciara con Missy Elliott)
  - 2010 – Miglior performance dance per Ride
  - 2013 – Miglior performance dance per Body Party
  - 2018 – Miglior performance dance per Level Up
  - 2019 – Candidatura al Soul Train Certified Award